# End Records
End Records fue una compañía discográfica estadounidense.

## Historia
La compañía fue fundada en 1957 por el productor y promotor musical George Goldner. En 1962 el sello fue adquirido por Morris Levy, quien lo incorporó a Roulette Records. Entre sus más exitosos lanzamientos discográficos figuran grabaciones de the Flamingos, the Chantels y Little Anthony and the Imperials, así como sencillos interpretados por Marilyn Monroe o Wilt Chamberlain. En 1988 Roulette fue comprado por Rhino Records, y a su vez Rhino fue comprado en los años 90 por Warner Music Group, quien es actualmente propietario del catálogo de End Records.